# Due Facce
Due Facce (Two-Face), il cui vero nome è Harvey Dent, è un personaggio dei fumetti statunitensi pubblicati da DC Comics, creato da Bob Kane e Bill Finger nell'agosto 1942. È un supercriminale e uno dei nemici più famosi e duraturi di Batman.
Un tempo brillante e onesto procuratore distrettuale di Gotham City, Harvey viene orribilmente sfregiato sul lato sinistro della sua faccia dopo che il boss della mafia Salvatore Maroni gli ha lanciato una fiala di acido durante un processo in tribunale. Successivamente impazzisce e adotta il nome "Due Facce", diventando un criminale ossessionato dal numero due, dal concetto di dualità e dal conflitto tra bene e male. Negli anni successivi, gli autori hanno ritratto Harvey Dent come affetto da disturbo dissociativo dell'identità, con Due Facce come alter, che derivava dall'abuso che ha ricevuto da suo padre durante la sua infanzia. Due Facce prende ossessivamente tutte le decisioni importanti lanciando il suo portafortuna, una moneta a due teste, con l'altra metà sfregiata, donatagli dal padre. Nella versione moderna, Harvey Dent è, prima della sua trasformazione in Due Facce, alleato di James Gordon e Batman, nonché un caro amico di Bruce Wayne.
Si è classificato al dodicesimo posto nella classifica dei più grandi cattivi nella storia dei fumetti secondo IGN.

## Storia editoriale
La prima apparizione del personaggio avviene in Detective Comics n. 66 (agosto 1942), per mano di Bob Kane e Bill Finger. In questa storia il nome del personaggio era Harvey Kent, ma nelle storie successive il nome venne cambiato in Harvey Dent per prevenire confusioni con Clark Kent/Superman.
Negli anni quaranta il personaggio apparve solamente in tre storie, e solo due volte durante gli anni cinquanta (non tenendo conto dei "falsi" Due Facce menzionati sotto). A quei tempi, era spesso accantonato in favore di cattivi "più familiari", sebbene in una storia datata 1968 (World's Finest Comics n. 173), lo stesso Batman lo definisca addirittura il criminale che teme di più. Nel 1971, lo scrittore Dennis O'Neil riportò Due Facce alla ribalta, e fu allora che divenne uno dei nemici di Batman più celebri.
Nella sua autobiografia, Bob Kane ha sostenuto di aver tratto ispirazione da Lo strano caso del dottor Jekyll e del signor Hyde di Robert Louis Stevenson, in particolare la versione pellicola del 1931 che vedeva da bambino. Qualche ispirazione è stata derivata anche dal Pipistrello Nero, un personaggio pulp la cui storia di origine includeva l'acido lanciato sul suo viso.
Ispirato dalla revisione delle origini di Batman operata da Frank Miller nel 1987 (vedi Batman: Anno uno), Andrew Helfer riscrisse la storia di Due Facce. Queste nuove origini, presentate in Batman Annual n. 14, servirono ad enfatizzare lo status di Dent come personaggio tragico, con una storia alle spalle che comprendeva un padre violento e alcolizzato, e problemi giovanili di schizofrenia. Fu anche stabilito, in Batman: Year One, che l'Harvey Dent pre-incidente era un valente procuratore distrettuale impegnato nel sociale e nella lotta al crimine, spesso alleato di Batman.
Nella storia Il lungo Halloween scritta da Jeph Loeb viene infine narrato il processo a Maroni e la trasformazione di Dent in Due Facce.
Durante lo stesso periodo, Due Facce è rivelato essere l'assassino del padre di Jason Todd, che era stato un suo galoppino.
In Arkham Asylum: Una folle dimora in un folle mondo, lo scrittore Grant Morrison illustra la dipendenza di Due Facce dalla sua moneta. Gli psichiatri dell'ospedale cercano di rimuovere la sua personalità malvagia togliendogli la moneta e rimpiazzandola prima con un dado e poi con un mazzo di carte dei Tarocchi, dandogli così ben 78 opzioni di scelta, non solo due. Il trattamento però fallisce miseramente, infatti; con così tante possibilità di scelta a disposizione, Dent non è più in grado di prendere neanche le più semplici decisioni. Alla fine della graphic novel, Batman gli ridà indietro la sua moneta, chiedendogli di usarla per decidere del suo stesso destino, se la moneta cadrà da un lato, sarà libero, se cadrà dall'altro, si farà uccidere. Dent dice a Batman che la moneta è uscita dal lato intatto, e Batman ha così salva la vita, ma la scena successiva ci mostra che la moneta era uscita dal lato sfigurato, dimostrando che Due Facce ha deciso autonomamente (e inspiegabilmente) di lasciare libero Batman. Nell'edizione per il 15º anniversario, Morrison spiegò il gesto con il fatto che fosse il 1º aprile, la giornata degli scherzi.
In molte storie di Batman, sono stati fatti tentativi di ricostruire chirurgicamente il lato sfigurato della faccia di Dent, ma non avendone curato anche la psiche malata; egli semplicemente si risfigura il viso e ridiventa di nuovo Due Facce. In Il ritorno del cavaliere oscuro di Frank Miller, Bruce Wayne stesso paga le spese mediche di Dent, ma presto egli ritorna a delinquere e Batman deve ancora una volta impedirgli di distruggere Gotham.

### Altri Due Facce
Durante la terza apparizione di Due Facce negli anni quaranta, sia il suo viso che la sua sanità mentale furono guariti. Anche se tra i lettori c'era ancora richiesta del personaggio, gli sceneggiatori non vollero farlo ritornare subito cattivo, così dovettero utilizzare altre identità per inventarsi nuovi Due Facce.
- Il primo impostore fu Wilkins, il maggiordomo di Dent, che utilizzò del trucco per fingersi il malvagio Due Facce (Batman n. 50 del 1949).
- Successivamente Paul Sloane divenne il secondo falso Due Facce. Era un attore scritturato per interpretare Dent in un film biografico su di lui, Sloane venne sfigurato a causa di un incidente sul set in maniera molto simile a Harvey Dent. Quindi impazzì, e iniziò a credere realmente di essere Dent, o meglio, Due Facce (Batman n. 68 del 1951). Sloane è l'unico degli impostori a essere apparso più di una volta, infatti il personaggio fece il suo ritorno nel 1987 in Detective Comics n. 580 e 581 e riemerse nuovamente nel 2003 in una serie di storie scritte da Ed Brubaker, ed è ufficialmente considerato il secondo Due Facce nella continuity.
- Il terzo Due Facce, fu un piccolo criminale di nome George Blake, che come Wilkins non era veramente sfigurato ma portava del trucco per sembrarlo. Curiosamente, si truccava la parte opposta del viso rispetto a Dent (Detective Comics n. 187 del 1952).
- Un altro Due Facce è apparso infine, nelle strisce domenicali delle storie di Batman apparse sui quotidiani. L'attore Harvey Apollo venne sfigurato dall'acido mentre testimoniava in tribunale contro un mafioso, e diventò un criminale. Fece solo poche apparizioni prima di impiccarsi accidentalmente scivolando sopra il dollaro d‘argento che usava in qualità di Due Facce.

Importante è anche una storia del 1968 dove Batman stesso è temporaneamente trasformato in Due Facce da una pozione (World's Finest Comics n. 173).
A parte una ristampa della storia di Sloane nel 1962, questa è l'unica apparizione del personaggio in tutti gli anni sessanta.
Harvey Dent ridiventò Due Facce nella storia "Due Facce Colpisce Ancora", nel numero 81 di Batman del 1954.

### Un anno dopo
Recentemente Harvey Dent, era riuscito a recuperare il suo equilibrio mentale: nuove tecniche di chirurgia plastica gli restituirono il suo aspetto, e addirittura venne addestrato da Batman e scelto come suo sostituto come protettore di Gotham durante l'anno sabbatico del Cavaliere Oscuro preso dopo Crisi infinita. Harvey prese il suo ruolo di vigilante molto seriamente, e cominciava ad amare la vita di giustiziere, ma quando Batman e Robin tornarono in azione, Harvey si sentì messo in disparte: quando venne addirittura sospettato di alcuni omicidi che non aveva commesso, la sua fragile psiche crollò definitivamente: la sua identità criminale tornò a galla, e Dent decise di deturparsi volontariamente il viso con dell'acido muriatico e un bisturi: Due Facce così è tornato a tormentare i cittadini di Gotham e il suo paladino.
Le sue due personalità sembrano però ancora più in contrasto: Dent ha chiesto l'aiuto di Nightwing (Dick Grayson) per proteggere Carol Bermingham, un avvocato di cui Harvey fu innamorato prima di diventare Due Facce, che era diventata l'obiettivo di un boss criminale contro cui doveva testimoniare. Il boss aveva ingaggiato un sicario per eliminare la donna, e con enorme sorpresa Nightwing scoprì che l'assassino da cui doveva proteggere Carol era proprio Due Facce. Dent sparò alla donna, lasciandola in un lago di sangue, tuttavia esplose di rabbia quando sentì la notizia della sua morte, uccidendo il criminale che l'aveva ingaggiato e imprecando contro Nightwing, colpevole di non essere riuscito a proteggerla dal suo assalto: ennesima dimostrazione della sua duplice (e folle) personalità.

### Nuovo Universo DC
Nel Nuovo Universo DC, Due Facce compare tra i numerosi villains in fuga da Arkham Asylum e viene sconfitto da Batman.

## Biografia del personaggio

### Procuratore distrettuale

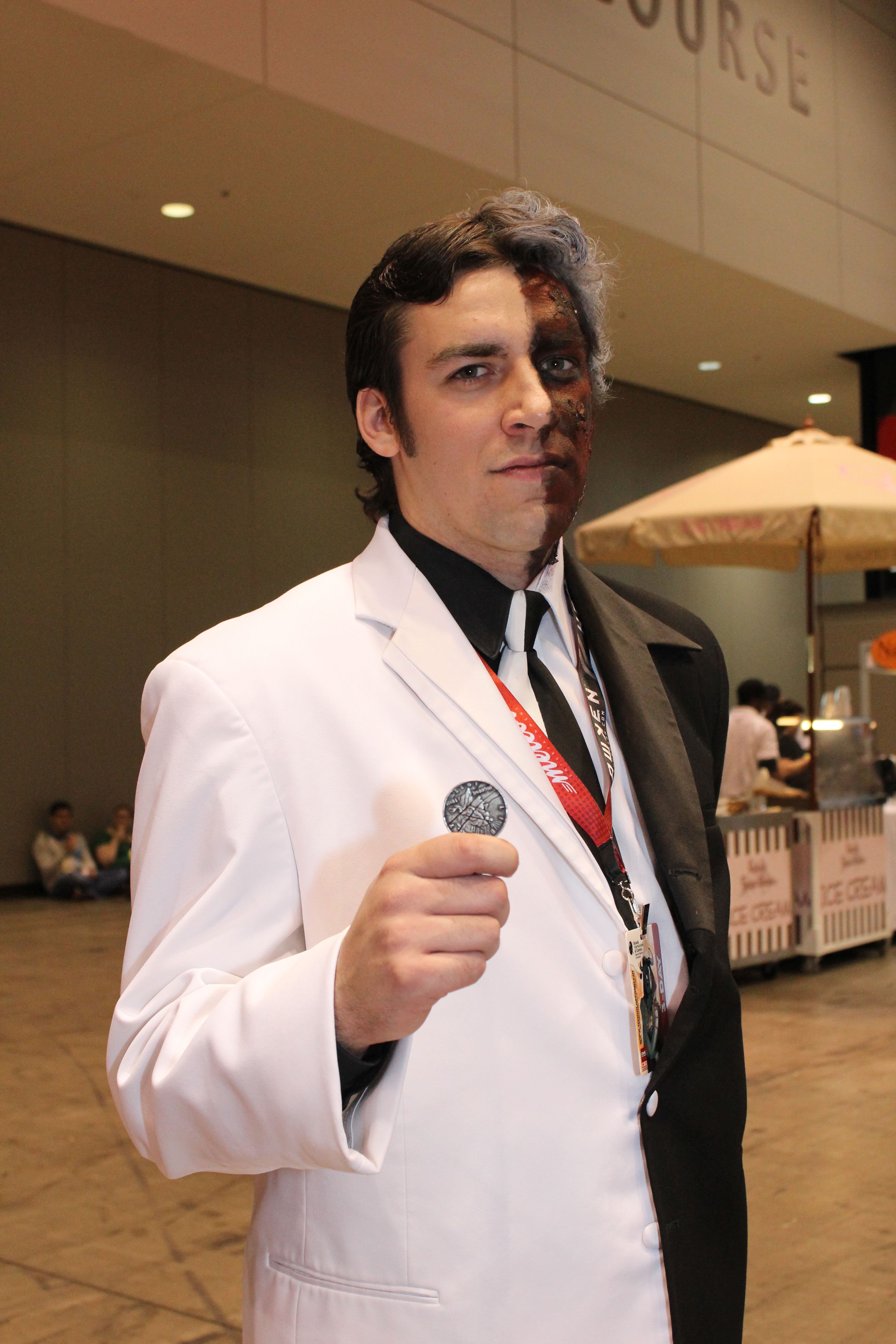
Un cosplay di Due Facce

Harvey Dent è un giovane e brillante avvocato di Gotham City, fortemente convinto che la giustizia più pura possa prevalere anche in un luogo come la sua città, da troppo tempo preda di potenti criminali di ogni genere e schieramento. Bello, atletico, fiero del proprio aspetto, carismatico, colto e intelligente, all'apice della sua carriera viene eletto come procuratore distrettuale di Gotham City, approfittando subito della nomina per applicare tutta la sua valenza di uomo di legge, di investigatore e l'inossidabile e ostinato idealismo.
Ritenuto un ingenuo e un sognatore, affianca il misterioso Batman e l'amico James Gordon nella lotta ai criminali. Sebbene la sua sete di giustizia sia pari a quella dell'Uomo Pipistrello, si differenzia da lui unicamente nel metodo di combattimento: Batman li terrorizza e li cattura sul campo, Harvey li assicura alla giustizia con severi processi, infliggendo un colpo dietro l'altro ai principali clan mafiosi che detengono il potere a Gotham City, prime tra tutte le Famiglie del Padrino Carmine Falcone, e, soprattutto, di Salvatore Maroni.
Harvey Dent è notoriamente legato da una vecchia e sincera amicizia al miliardario Bruce Wayne, ignorando ironicamente che è proprio lui il suo più valido alleato nella guerra al crimine organizzato.
Sempre con la collaborazione di Batman, riesce a mettere dietro le sbarre il padrino Maroni, celebre mandante dell'uccisione di mafiosi rivali e concorrenti in affari. È una rapida e ulteriore impennata di carriera, tanto che questo determinante processo viene preparato con una cura che sfiora la maniacalità, in quanto potrebbe permettere di arrivare a conoscenza di buona parte dei segreti della mafia di Gotham City.

### Carriera criminale
Durante l'udienza, Harvey esibisce come prova una moneta truccata, la stessa recuperata sul luogo del delitto dove Batman ha compiuto la cattura del boss. Dal banco degli imputati, però, Sal Maroni scaglia sul lato sinistro del volto di Dent una fiala di vetriolo, sfigurandolo orribilmente. Tutte quante le operazioni e gli interventi di chirurgia estetica a cui il legale viene sottoposto falliscono miseramente, e la sua mente pian piano sprofonda in un violento trauma che porta a una divisione di personalità. Divenuto paranoico, psicopatico, schizofrenico e violento, il giovane procuratore distrettuale si trasforma nel folle criminale Due Facce, e si getta fino al midollo nel mondo criminale, finendo con il divenire uno dei nemici più mortali di Batman, un tempo suo alleato nella guerra contro il crimine, che ora vede come il simbolo di tutti i mali della città.
In breve tempo si dimostra uno dei pazienti più singolari e interessanti del manicomio di Arkham Asylum, secondo per follia solo al Joker. Ogni volta che deve prendere una decisione, Due Facce lancia la propria moneta in aria, la stessa esibita in quel triste processo che avrebbe dovuto segnarlo positivamente nella storia di Gotham. Anche la moneta rispecchia ormai la sua doppia personalità: una delle facce, una volta identiche, appare bruciata o sfigurata. Segnato dal dualismo della propria psiche e della propria anima, il numero due diventa per lui un'ossessione, e tutto ciò che compie deve rispecchiare un equilibrio basato su due poli, due estremi: il bene e il male. Dopo il Joker è il secondo criminale più pericoloso di tutta Gotham City.

## Caratterizzazione

### Personalità
Due Facce è un personaggio ossessionato dalla dualità. Presentato nel 1942 come un capo criminale ossessionato dal numero 2, i suoi reati, così come i suoi nascondigli e scagnozzi, hanno in comune il numero; dagli anni ottanta, l'ossessione per la dualità di Due Facce si è evoluta in una mania per la dualità dell'uomo, con il personaggio che commette crimini basati sul "senso errato di giusto e sbagliato". Due Facce si vede sia buono che cattivo e fa affidamento sul lancio della sua moneta a doppia testa, sfregiata su un lato, per prendere decisioni importanti e decidere se prevarrà il suo lato buono o cattivo.
Ampiamente considerato il cattivo più tragico di Batman, Due Facce si è affermato come una figura complessa sin dal suo debutto: un ex procuratore distrettuale benevolo e rispettoso della legge diventato vendicativo la cui deturpazione lo ha portato a essere evitato dalla società, che ha portato alla sua svolta verso il crimine. Nelle sue prime storie, Due Facce desidera ardentemente ripristinare la sua faccia e riavere l'amore di sua moglie che pensa erroneamente non lo ami a causa della sua deturpazione. "The Eye of the Beholder" (Batman Annual #14) degli anni '90 ha reinventato Due Facce per l'età moderna come vittima di un trauma psicologico dovuto agli abusi subiti durante l'infanzia da suo padre, e lo ha raffigurato sull'orlo di un disturbo mentale a causa del suo trauma represso e della pressione della lotta al crimine a Gotham, e portato a un punto di disperazione dalla corruzione di Gotham. "Eye of the Beholder" stabilì Due Facce anche come un secondo stato di personalità del disturbo dissociativo dell'identità di Harvey Dent che derivò dal suo trauma; uno psichiatra nella storia descrive la sua condizione come dotata di "due personalità", con Dent che è riuscito a "sublimare la seconda, antisociale sin da quando era adolescente".
La sua psicosi lo porta a credere che giusto e sbagliato non abbiano valore, riflettendo la sua fede dove tutto è comandato dal caso e, per dimostrare ciò, prende decisioni di vita o di morte, basandosi sul lancio della sua moneta (la tecnica nota come testa o croce), credendo che sia l'arbitrio finale del destino: questo lo rende estremamente pericoloso e imprevedibile. Se la moneta atterra con il lato sfregiato rivolto verso l'alto, compie azioni malvagie. Se finisce sul lato non contrassegnato, è obbligato a risparmiare la vittima. Di contro, il principale punto debole di Due Facce è la sua incapacità di prendere le decisioni autonomamente: senza la moneta va irrimediabilmente in confusione, non sapendo se contrattaccare o cedere.
Nella serie animata Batman - Cavaliere della notte viene presentata un'altra personalità, ovvero "Il Giudice". Questo personaggio, esisteva già nel mondo fumettistico di Batman che però non era interpretato da Harvey Dent, ma dal giudice Clay. Nella trasposizione animata, la storia del Giudice subisce un cambiamento radicale, infatti questo personaggio, assimilabile a figure come Cappuccio Rosso o Azrael, i quali non esitano a ricorrere alla violenza estrema per fare giustizia, viene interpretato dalla personalità "buona" di Harvey. Tuttavia, quella "malvagia" non è a conoscenza di questo segreto, così come il Giudice non sa di essere Due Facce, e nel tentativo di ripulire Gotham, dopo aver sconfitto il Pinguino e Killer Croc, il Giudice si scontra con Due Facce, cercando addirittura di porre fine alla sua stessa vita.

### Competenze e abilità
Due Facce non ha superpoteri, ma fa affidamento sulla sua abilità nel tiro a segno e nel combattimento corpo a corpo, che è stata ulteriormente migliorata dopo essere stato addestrato da Deathstroke e Batman. In qualità di ex avvocato, il personaggio usa la sua elevata intelligenza e la sua esperienza in diritto penale, criminologia e procedure di polizia per escogitare i suoi crimini.
Prima di diventare Due Facce, Harvey Dent ha avuto una carriera di successo come procuratore distrettuale di Gotham, spinto a porre fine all'epidemia di criminalità organizzata in città. Dopo la sua deturpazione, diventa ossessionato dal numero due e dal concetto di dualità, e quindi mette in scena crimini incentrati sul numero due, come rapinare edifici con 2 nell'indirizzo o mettere in scena eventi che si svolgeranno alle 22:22 (2222 in tempo militare). Era un affermato avvocato altamente qualificato in quasi tutte le questioni relative al diritto penale e con una vasta conoscenza del mondo criminale. È anche un leader e oratore carismatico. Harvey ha praticato il pugilato sin dall'adolescenza e ha un'attitudine intuitiva, dimostrando già un certo grado di abilità come combattente fisico e investigatore, avendo anche sconfitto Killer Croc in una rissa a pugni.
Due Facce è un genio nella pianificazione criminale e ha molti legami con la malavita, dimostrandosi capace di rivaleggiare con il Pinguino. Ha competenza con gli esplosivi e un carattere eccezionale, che gli consente, tra le altre cose, di sopportare stoicamente il dolore e di riprendersi in breve tempo dalle ferite riportate. Ha una volontà indomabile e sembra in grado di resistere ai feromoni di Poison Ivy. Due Facce è un abile tiratore scelto e usa regolarmente una varietà di armi da fuoco come pistole, fucili a pompa, lanciagranate, fucili mitragliatori Thompson e lanciarazzi durante le sue battaglie. Maneggia principalmente una coppia di pistole semiautomatiche ed è diventato pericolosamente abile con esse. Può anche usare la sua moneta per ipnotizzare le persone.
Harvey Dent ha ricevuto un addestramento al combattimento da Batman e Deathstroke. L'arco narrativo di Batman: Face the Face rivela che Batman, poco prima di lasciare Gotham per un anno, addestra Dent ampiamente nel lavoro investigativo e nel combattimento corpo a corpo. Per migliorare la sua competenza con le armi da fuoco, Dent assunse il tiratore scelto e assassino Deathstroke per addestrarlo.

## Relazioni con gli altri personaggi
Questa sezione descrive in dettaglio le relazioni più importanti del personaggio attraverso varie interpretazioni dei media di Batman.

### Gilda Dent
Gilda (Grace in alcuni adattamenti) è la moglie (o anche ex) di Harvey Dent. Il personaggio ha debuttato in Detective Comics # 66, al fianco di Harvey, ed è diventato ricorrente nelle storie di Batman che coinvolgono Due Facce.

### Bruce Wayne
L'alter ego di Batman, Bruce Wayne, è un caro amico di Harvey Dent, mentre prima di diventare Due Facce, è stato anche uno dei primi alleati di Batman, insieme a James Gordon. La loro amicizia risale alla prima apparizione di Harvey, in cui Batman si riferisce a lui come un suo amico e gli chiede emotivamente di rinunciare alla sua vita criminale. A causa di questa relazione, Due Facce è uno dei nemici più personali di Batman. Nei fumetti, viene mostrato che Bruce considera la caduta di Harvey un fallimento personale e non ha mai rinunciato a riabilitarlo.
È stabilito occasionalmente che Harvey sa che Bruce Wayne è Batman. La conoscenza del personaggio dell'identità segreta di Batman è stata introdotta nella storia The Big Burn dalla serie Batman e Robin del 2011 di Peter Tomasi, ed è mostrata in fumetti successivi come All-Star Batman di Scott Snyder. In Detective Comics # 1021, Harvey confessa a Batman di aver tenuto segreta la sua identità segreta alla sua personalità malvagia per proteggerlo.

### Renee Montoya
Renee Montoya e Harvey Dent hanno una relazione complicata, introdotta dallo scrittore Greg Rucka nel sedicesimo numero di Batman Chronicles del 1999, in cui Renee si rivolge a Due Facce come Dent ed è gentile con lui. Harvey alla fine sviluppa sentimenti romantici nei confronti di Renee, cosa che Renee non contraccambia. Questo amore unilaterale si trasformerebbe in una malsana ossessione per lei, che porterebbe alla sua rovina professionale e personale; nell'arco narrativo in cinque parti di Gotham Central Half A Life, Due Facce tenta di distruggere la vita di Renee incastrando lei per omicidio, averla dichiarata lesbica e orchestrare una fuga di prigione per farla diventare una fuggitiva, così non avrebbe avuto nulla per impedirle di ricambiare il suo amore.
Anni dopo l'uscita di Half A Life, Rucka avrebbe riunito i due in Convergence: The Question nel 2015, dopo il suo ritorno alla DC Comics dopo la sua partenza dalla compagnia nel 2010. Nella storia, Renee salva un Harvey pieno di rimorso dal suicidio e lo convince ad essere un brav'uomo.

### Christopher Dent
Christopher è il padre violento e alcolizzato di Harvey, introdotto per la prima volta nell'originale storia di Due Facce Eye of the Beholder (Batman Annual # 14). Il trauma che Harvey ha ricevuto dai continui abusi di suo padre ha alimentato il tormento interiore che alla fine lo trasforma in Due Facce.

## Altri media

### Cinema

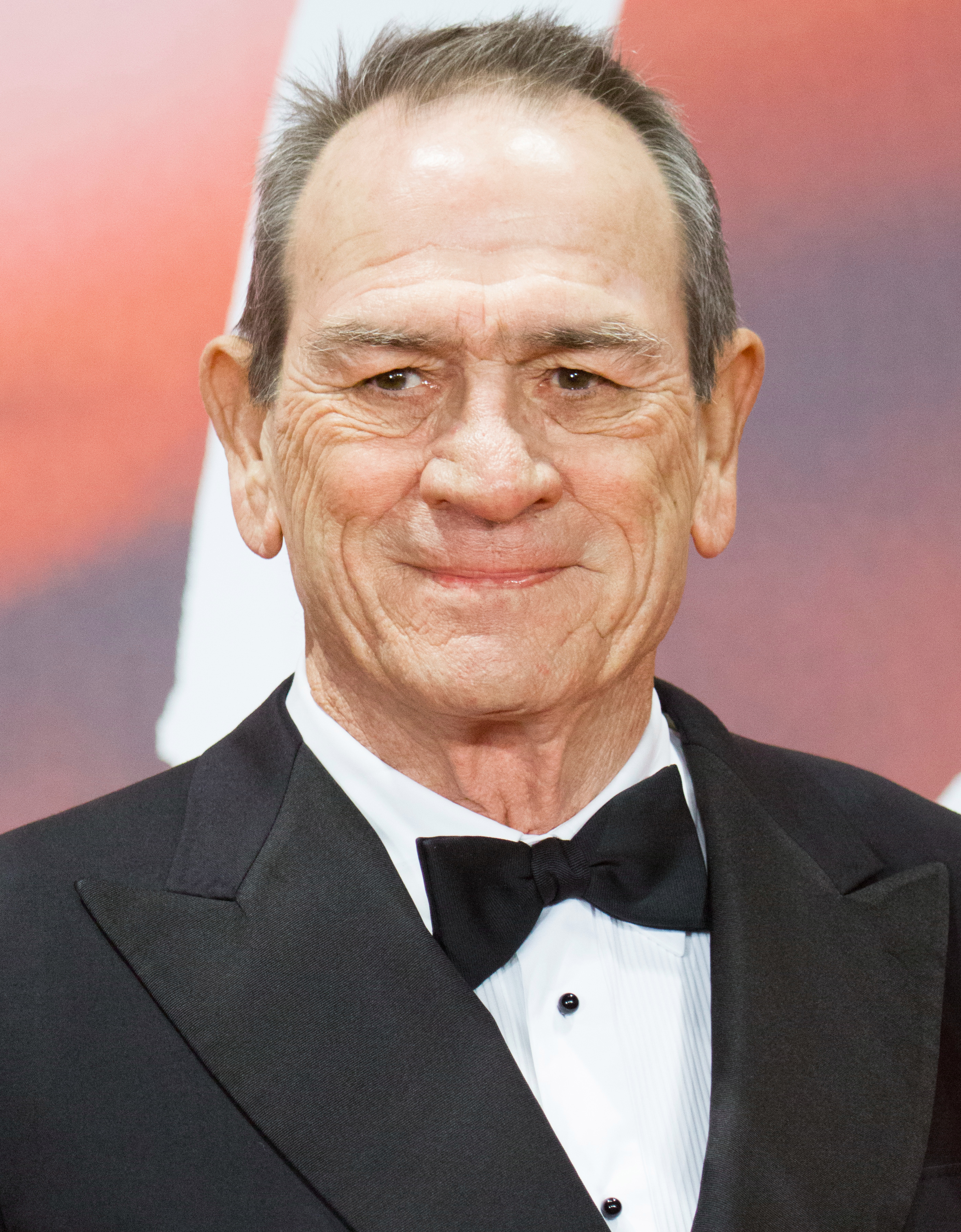
Tommy Lee Jones, interprete di Due Facce nel film Batman Forever.

- Il personaggio compare per la prima volta al cinema, esclusivamente come Harvey Dent, nel film Batman (1989), interpretato da Billy Dee Williams, e doppiato in italiano da Paolo Buglioni. Dee Williams aveva accettato il ruolo con l'aspettativa di interpretarlo ancora nei sequel, una volta che il procuratore sarebbe divenuto un gangster. La Warner Bros. fu costretta poi a rompere il contratto.[48]
- Daniel Waters, sceneggiatore di Batman - Il ritorno, aveva intenzione di far vedere la nascita di Harvey Dent come Due Facce in Batman - Il ritorno (1992), seguito del precedente film e sempre diretto da Tim Burton. Waters affermò che si trattasse ancora di una mini-trama. Dent fu eliminato da Burton, dato che quest'ultimo non voleva relazioni con il precedente Batman.[49] Burton parlò brevemente della situazione, pensando che l'idea poteva essere interessante per un terzo Batman in cui il personaggio di Due Facce poteva essere più "protagonista".[50]
- Harvey Dent / Due Facce è uno dei due antagonisti principali del film Batman Forever (1995), assieme all'Enigmista, interpretato dall'attore Tommy Lee Jones (doppiato in italiano da Renzo Stacchi). La sua storia di origine è la stessa dei fumetti, dove il procuratore distrettuale viene sfigurato quando il gangster Sal Maroni gli getta dell'acido sul lato sinistro della faccia durante un processo, impazzendo al punto da riferirsi a se stesso al plurale e giurando vendetta contro Batman (Val Kilmer) per non essere riuscito a salvarlo. È ritratto con due amanti per ogni lato della sua personalità: l'angelica Sugar (Drew Barrymore) per il suo lato "buono" e l'infernale Spice (Debi Mazar) per il suo lato "cattivo". Durante il film uccide la famiglia di Dick Grayson (Chris O'Donnell), essendo indirettamente responsabile della trasformazione del ragazzo in Robin. In seguito Due Facce si allea con l'Enigmista (Jim Carrey), grazie al quale scopre l'identità segreta di Batman. Cattura Robin e l'attraente dottoressa Chase Meridian (Nicole Kidman), l'interesse amoroso di Batman, e li tiene in ostaggio nel covo dell'Enigmista. Durante il climax del film, quando Due Facce lancia la sua moneta, Batman lancia in aria una manciata di monete identiche. Due Facce quindi va nel panico e si affretta a trovare la sua moneta, ma perde l'equilibrio e cade fino alla morte. Jones fu la prima scelta del regista, dato che vi aveva già lavorato nel film Il cliente (1994).[51] Jones fu molto prudente nell'accettare,[52] ma alla fine si convinse grazie anche al figlio Austin. La rappresentazione di Due Facce data da Schumacher fu molto criticata, dato che venne rappresentato come un personaggio sopra le righe e "family friendly", a differenza del personaggio originale.[53]Aaron Eckhart, interprete di Due Facce nel film Il cavaliere oscuro.

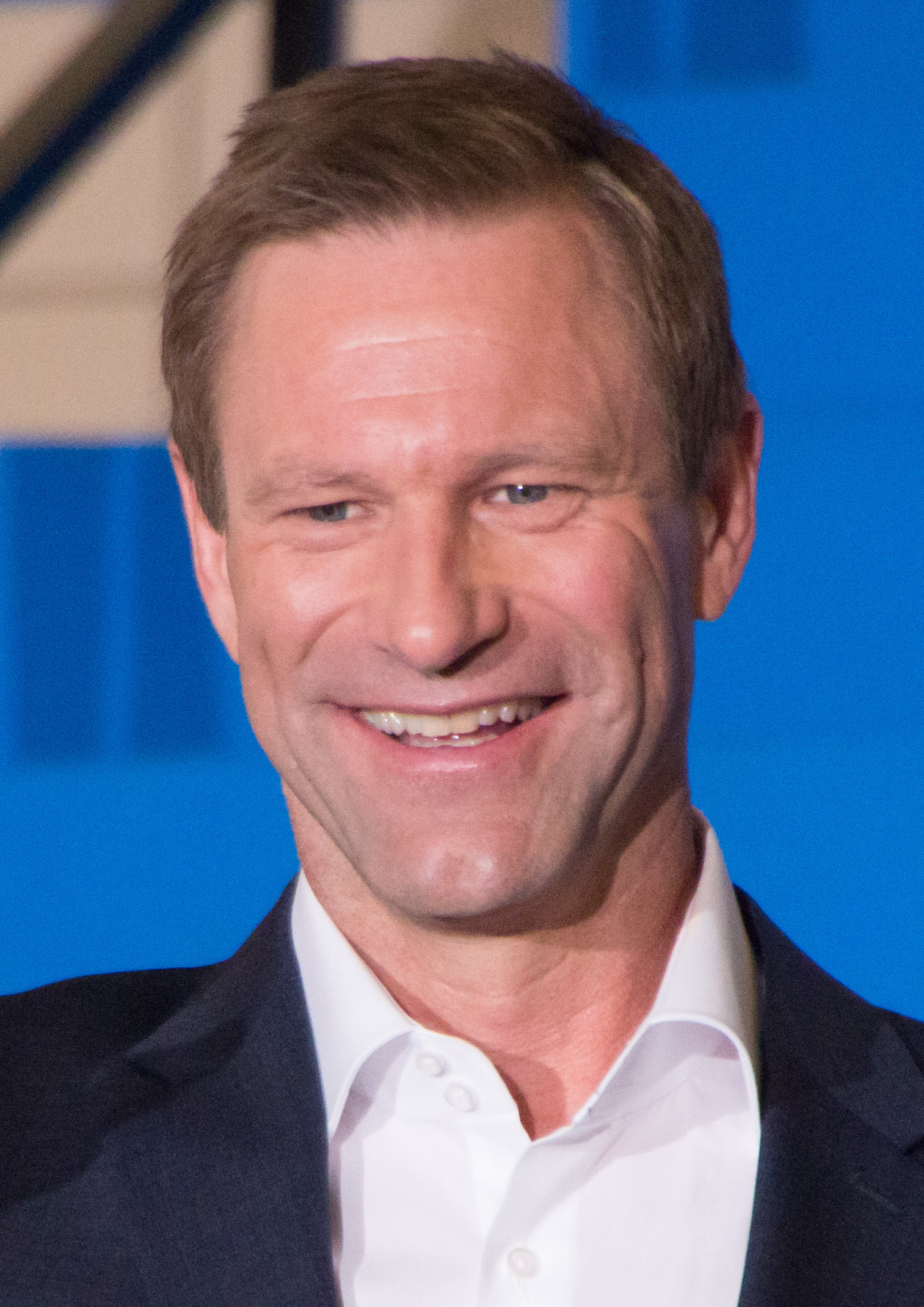
Aaron Eckhart, interprete di Due Facce nel film Il cavaliere oscuro.

- Harvey Dent, alias Due Facce, appare nel film Il cavaliere oscuro (2008), seguito di Batman Begins, interpretato dall'attore Aaron Eckhart (doppiato in italiano da Massimo Rossi). In questa versione, è rappresentato come un eroe tragico privo degli espedienti e del disturbo dissociativo dell'identità comunemente associati al personaggio, ed è soprannominato "il paladino di Gotham" a causa della sua immagine pubblica di crociato per la giustizia. Inoltre, utilizza il suo dollaro della pace a due teste per prendere decisioni importanti e ha una relazione con Rachel Dawes (Maggie Gyllenhaal). Nel film, Dent viene eletto alla carica di procuratore distrettuale, avendo precedentemente prestato servizio nella divisione affari interni del dipartimento di polizia di Gotham City (GCPD), e forma una tenue alleanza con Batman (Christian Bale) e il tenente del GCPD James Gordon (Gary Oldman) per eliminare il crimine organizzato di Gotham. Tuttavia, gli agenti di polizia corrotti che lavorano per il boss della mafia Sal Maroni (Eric Roberts) e il Joker (Heath Ledger) rapiscono Dent e Rachel e li tengono prigionieri in due edifici abbandonati destinati a esplodere. Nonostante gli sforzi del GCPD, Rachel rimane uccisa. Mentre Batman salva Dent per un pelo, quest'ultimo rimane sfigurato e un lato della sua moneta (regalata a Rachel) viene danneggiato. Successivamente, il Joker fa visita a Dent in ospedale e lo convince a vendicarsi contro coloro che crede siano responsabili della morte di Rachel. Dopo aver ucciso Maroni e uno dei due ufficiali che lo hanno tradito, Dent tiene in ostaggio la famiglia di Gordon sul luogo della morte di Rachel, intento a punire Gordon, che incolpa per non aver protetto Rachel. Decide di lasciare la vita del figlio di Gordon (Nathan Gamble) al lancio della moneta per infliggere a Gordon il dolore della perdita di una persona cara, ma Batman arriva e convince Dent a giudicare lui, Gordon e sé stesso per aver fatto pressioni sulla mafia di Gotham affinché lavorasse con il Joker. Lanciando la moneta, Dent spara a Batman e si risparmia, ma Batman lo affronta da una sporgenza prima che possa giudicare il bambino. Dent muore nella caduta e Batman si prende la colpa degli omicidi commessi da Dent per preservare la sua reputazione di eroe. Nolan era in cerca di una figura carismatica e affascinante, che rappresentasse in pieno il classico eroe americano, ma al contempo che lasciasse però intendere rabbia, ostilità e follia,[54] un aspetto che Eckhart non ha sottovalutato:[54] per l'attore, il ruolo ha dinamiche interessanti, con Dent che ammira Batman ma non può approvarlo pubblicamente, mentre trova Wayne privo di credibilità.[54] Eckhart si è detto gratificato da un tale successo e da come, per la prima volta nella sua carriera, abbia iniziato a ricevere lettere da fan di otto anni[55]
- Harvey Dent è menzionato nel film Il cavaliere oscuro - Il ritorno (2012), ambientato dopo otto anni dalla morte dell'ex procuratore distrettuale di Gotham. La sua eredità gioca un ruolo importante nel film, che rivela che la legislazione "Decreto Dent" ha quasi sradicato il crimine organizzato a Gotham. Afflitto dal senso di colpa, il commissario James Gordon pensa di rivelare pubblicamente la verità sulla follia omicida di Due Facce, ma decide che Gotham non è pronta. La decisione di Gordon fallisce quando Bane (Tom Hardy) acquisisce i fogli del discorso di Gordon sull'insabbiamento dei crimini di Dent e in seguito lo legge in diretta televisiva per minare la fiducia nel sistema legale e gettare nel caos l'ordine sociale di Gotham. Dopo il sacrificio di Batman e la sconfitta della Setta delle Ombre, Batman è onorato come il vero salvatore di Gotham mentre il Decreto Dent viene eliminato e l'eredità di Dent viene offuscata a causa della rivelazione del suo lato Due Facce. Eckhart espresse interesse per tornare per un sequel, anche se Nolan confermò la morte del personaggio.[56] Dent riappare nel film solo con filmati di repertorio dal film Il cavaliere oscuro.[57]
- Harvey Dent, interpretato da Harry Lawtey, appare come antagonista minore nel film Joker: Folie à Deux (2024), in cui è un procuratore distrettuale che deve occuparsi del processo contro lo psicopatico criminale Arthur Fleck, alias il Joker.

#### Film d'animazione
- Due Facce appare nei film d'animazione Batman: Year One, Batman: The Dark Knight Returns, Part 1, Batman: The Dark Knight Returns, Part 2, LEGO Batman: Il film - I supereroi DC riuniti, Batman: Assault on Arkham, Batman Unlimited: Fuga da Arkham, Batman: The Killing Joke, LEGO Batman - Il film,[58][59] Batman contro Jack lo squartatore, Batman Ninja, Batman vs. Teenage Mutant Ninja Turtles, Lego DC Batman: Family Matters e Batman: Death in the Family.
- Due Facce appare brevemente in cameo nel film d'animazione del DC Animated Universe Justice League vs. the Fatal Five.
- Il personaggio appare anche nei film d'animazione del DC Animated Movie Universe (Suicide Squad - Un inferno da scontare, Batman: Hush, Batman - Il lungo Halloween - Parte 1, Batman - Il lungo Halloween - Parte 2, Justice League - Crisi sulle Terre infinite - Parte 3).
- Il personaggio è l'antagonista principale del film d'animazione Batman contro Due Facce.
- Due Facce è riapparso nuovamente come antagonista principale nel film d'animazione Batman Azteca: Choque de imperios. In questa versione del personaggio si tratta di Hernán Cortés, un conquistatore e signore della guerra dal carattere terribilmente avido, spietato, sinistro, crudele, arrogante, temuto, ambizioso e assettato di potere che sopravvive a un attentato alla sua vita che gli lascia un lato del viso permanentemente sfregiato e lancia compulsivamente un doblone d'oro graffiato per decidere il destino delle sue vittime.

### Televisione

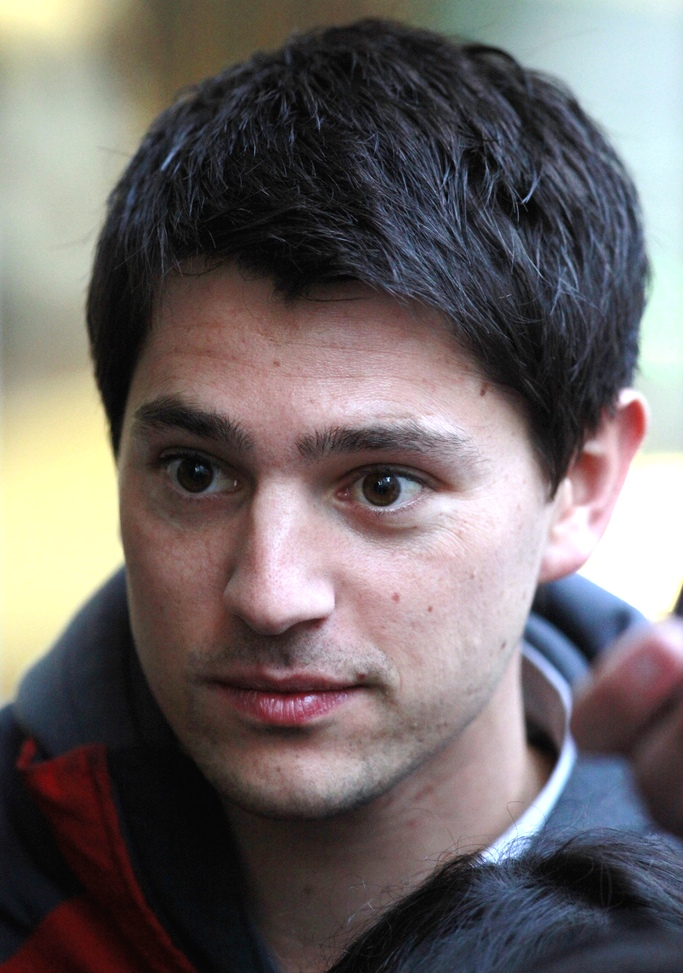
Nicholas D'Agosto, interprete di Harvey Dent nella serie televisiva Gotham.

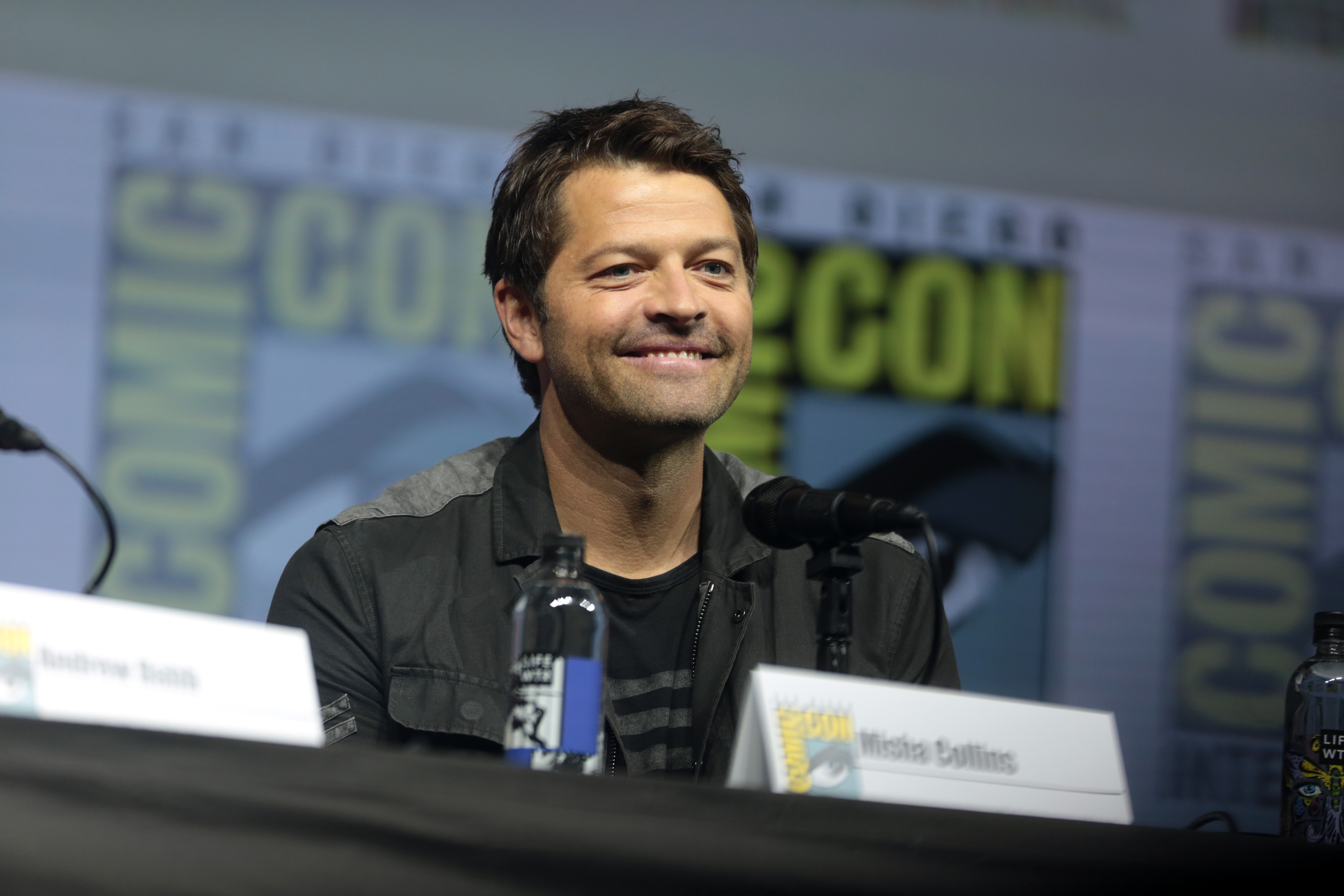
Misha Collins, interprete di Harvey Dent nella serie televisiva Gotham Knights.

- Nonostante fosse stato preso in considerazione addirittura Clint Eastwood per interpretare il ruolo di Due Facce nella serie TV di Batman degli anni sessanta, reinventato come un annunciatore TV rimasto sfigurato dopo che una telecamera gli era esplosa in faccia,[60] nel serial il personaggio non apparve mai, perché fu ritenuto "troppo crudo e violento" per il pubblico di ragazzini a cui era destinato lo show. Il più innocuo personaggio di Faccia Falsa, interpretato da Malachi Throne, fu usato al suo posto.
- Due Facce compare nel DC Animated Universe (DCAU), doppiato in originale da Richard Moll.
  - Il personaggio appare nella serie animata Batman, doppiato in italiano da Salvatore Landolina.
  - Ritorna in due episodi di Batman - Cavaliere della notte.
  - Nella serie Batman of the Future non compare fisicamente, ma ci sono numerosi riferimenti al personaggio.
  - Appare in un episodio di Justice League.
- Due Facce appare in Batman: The Brave and the Bold doppiato da James Remar e Richard Moll.
- Appare in Beware the Batman, doppiato da Christopher McDonald.
- È uno dei personaggi ricorrenti della serie televisiva Gotham, interpretato da Nicholas D'Agosto.[61]
- Due Facce fa un cameo nella serie animata Teen Titans Go!.
- Appare nella serie animata Justice League Action, doppiato da Robert Picardo.
- Due Facce appare anche nella serie animata Batman Unlimited.
- Harvey Dent è presente come uno dei personaggi ricorrenti nella serie televisiva Gotham Knights, interpretato da Misha Collins.

### Videogiochi
Due Facce appare nei seguenti videogiochi:
- Batman: The Animated Series, sviluppato da Konami (1993) (solo come Harvey Dent)
- Batman Forever, sviluppato da Probe Entertainment e Acclaim (1996)
- Batman: Chaos in Gotham, sviluppato da Ubisoft (2001)
- Batman: Gotham City Racer, sviluppato da Sinister Games (2001)
- Batman: Justice Unbalanced (2003)
- Il cavaliere oscuro (2008)
- LEGO Batman: Il videogioco, sviluppato da Traveller's Tales (2008)
- Batman: The Brave and the Bold, sviluppato da WayForward Technologies (2010)
- Batman Guardiano di Gotham (2010)
- DC Universe Online, sviluppato da Sony Online Austin (2011)
- Batman: Arkham City, sviluppato da Rocksteady Studios (2011)
- Batman: Arkham City Lockdown, sviluppato da NetherRealm Studios (2011)
- LEGO Batman 2: DC Super Heroes, sviluppato da Traveller's Tales (2012)
- Injustice: Gods Among Us, sviluppato da NetherRealm Studios (2013)
- LEGO Batman 3: Gotham e oltre, sviluppato da Traveller's Tales e Feral Interactive (2014)
- Batman: Arkham Knight, sviluppato da Rocksteady Studios (2015)
- Batman: The Telltale Series, sviluppato da Telltale Games (2016)